# Svet kompjutera
Svet kompjutera (kyrillisch Свет компјутера; deutsch für Welt des Computers) ist ein monatlich erscheinendes serbisches IT-Magazin.
Herausgegeben wird es vom Verlag Politika a.d., einem der größten serbischen Verlage, in dem auch die älteste noch erscheinende Tageszeitung Serbiens Politika erscheint. Außerhalb Serbiens wird das Magazin in allen Nachfolgestaaten Jugoslawiens vertrieben, es kann aber auch weltweit abonniert werden.
Das Magazin besteht aus mindestens 128 Seiten, Werbung macht 30 % bis 35 % des Magazins aus.
Die Redaktion besteht zumeist aus jungen Autoren mittleren Alters, im Schnitt 26 Jahre alt.

## Geschichte
Die erste Ausgabe des Magazins kam im Oktober 1984 heraus. Anfänglich berichtete das Magazin über die damals sehr populären Homecomputer wie C64, ZX Spectrum u. a. Inhalt des Heftes sind Nachrichten und Tests von Hardware und Software.
Einige bekannte Personen der serbischen (beziehungsweise damals jugoslawischen) Computer-Szene haben als Redakteure für das Magazin gearbeitet.
Im Laufe des Jahres 1986, als das Homecomputergeschäft einen Boom erlebte, wurden Sonderausgaben des Heftes herausgegeben. Unter dem Namen Svet igara (dt. Welt der Spiele) wurden Spiele getestet. Bis heute erschienen 14 Ausgaben. Im selben Jahr kam eine russische Sonderausgabe heraus. Diese wurde in der Sowjetunion verkauft. Im Jahr 1988 organisierte Svet Kompjutera eine kleine Computermesse im Zentrum Belgrads. Sie wurde unter dem Namen Computer '88 bekannt.